# Federico Chueca
Pour les articles homonymes, voir Chueca (homonymie).
Federico Chueca (né le 5 mai 1846 à Madrid, mort dans la même ville le 20 juillet 1908) est un compositeur espagnol, célèbre pour ses zarzuelas. Il est également coauteur de La Gran Vía écrit avec Joaquín Valverde Durán en 1886. Chueca est une des figures les plus importantes du género chico. Ses compositions, joyeuses et accrocheuses, remportent un vif succès auprès du public.

## Biographie
Pío Estanislao Federico Chueca y Robres est né le 5 mai 1846 dans la Casa y Torre de los Lujanes de Madrid,, un palais du XVe siècle de style mudéjar sur la Plaza de la Villa dont son père Marcelino était le gardien,.
Il entre au Conservatoire à l'âge de 8 ans, cependant sa famille l'oblige à abandonner ses études de musique pour étudier la médecine. La mort du choléra de ses parents en 1867 incite Chueca à abandonner ses études de  médecine pour rejoindre le Conservatoire.
En 1865, alors que Chueca avait 19 ans, le gouvernement autoritaire du général  Ramón María Narváez y Campos  introduisit des reformes dans l'enseignement universitaire. Les étudiants en médecine ont vu leur avenir en danger et sont descendus dans la rue dans un tollé et une manifestation étudiante, qui est vite devenu une révolte politique. Il est arrêté pour avoir participé à cette manifestation. Durant son emprisonnement de trois jours à la prison San Francisco, à Madrid, il compose plusieurs valses qu'il intitule Lamentos de un preso (Lamentations de prisonniers).
Il vit à Madrid, tenant le piano dans les cafés et dirige un orchestre de zarzuelas. Il est pianiste au Café de Saragosse et directeur du Théâtre des Variedades à Madrid à partir de 1874,.
Ses œuvres les plus populaires sont La Canción de la Lola ; La Alegría de la huerta ; Agua, azucarrillos y aguardiente ; Cádiz ; Caramelo ; La Caza del Oso ; El Caballero de Gracia. Le género chico détrôna, à partir de 1880 la grande zarzuela,. Il a travaillé avec divers collaborateurs tels que Francisco Asenjo Barbieri, Tomás Bretón, et surtout Joaquín Valverde, dans plusieurs de ses œuvres. Le maestro Barbieri a dit en référence à Chueca qu'il était son seul héritier musical.
Le 2 juillet 1886 a lieu la première d'une œuvre qui marquera une étape importante dans l'histoire de la zarzuela, c'est La Gran Vía de Federico Chueca et Joaquín Valverde, une zarzuela comique-lyrique-fantastique en un acte et cinq tableaux avec le livret du journaliste et écrivain Felipe Pérez y González qui obtient succès sans précédent, atteignant 570 représentations en un an,. Cette œuvre est créée au théâtre Felipe, situé au début du Paseo del Prado, à côté des Jardines del Buen Retiro. Le succès de cette pièce l'a amenée à être jouée au Théâtre Apolo, qui a plus de capacité et ce lieu est aussi considéré comme promoteur de la zarzuerla.
Il meurt de complications du diabète à Madrid le 20 juillet 1908. Il est enterré en grande pompe au cimetière de St Justo,. Le compositeur a laissé une zarzuela posthume intitulée Las mocitas del barrio, qui sera créée au théâtre Lara le 29 mars 1913.

## Œuvres notables
- La canción de la Lola (1880)
- La Gran Vía (1886)
- Cádiz (1886)
- El año pasado por agua (1889)
- El chaleco blanco (1890)
- Agua, azucarillos y aguardiente (1897)
- La alegría de la huerta (1900)
- El bateo (1901)

## Discographie sélective, au 13/08/2012

### Extraits de zarzuelas
Extraits de : La Alegria de la huerta + La Gran Via + El Ano pasado por agua + El Bateo : José Carreras (ténor), Teresa Berganza (mezzo-soprano), English Chamber Orchestra, dirigés par Antoni Ros Marba & Enrique Garcia Asensio, enregistrés en 1975/77, distribués par BRILLIANT, compléments : divers zarzuélistes
Extraits de : Agua, azucarillos y aguardiente + El Chaleco blanco + El Bateo : Solistes, Chœurs et Orchestre de la Communauté de Madrid, dirigés par Miguel Roa, enregistrés en 1999, distribués par NAXOS, compléments : divers zarzuélistes
"Coro de barquilleros" de "Agua, azucarillos y aguardiente" : Solistes, chœurs et Orchestre Symphonique de la RTV Espagnole, dirigés par Igor Markevitch, enregistrés en 1967, distribués par PHILIPS "Antologia de la Zarzuela", compléments : divers zarzuélistes
"Introduction" de "La Gran Via" : Orchestre national d'Espagne dirigé par Ataulfo Argenta, enregistré en 1953/56, distribué par MEDICI ARTS, compléments : Almbeniz, Breton, Chapi, Falla, Granados, Guridi...

### Zarzuelas complètes
Agua, azucarillos y aguardiente (1897) + La Gran Via (1886, en collaboration avec Joaquín Valverde Durán), Tourné, Cesari, Higueras, Orchestre des Concerts de Madrid, dirigés par Pablo Sorozabal, enregistrés en 1963, distribués par EMI
El Ano pasado por agua (1889, en collaboration avec Joaquín Valverde Durán) + El Bateo (1901) : Iriarte, Monreal, Berganza, Portillo..., Orchestre des Concerts de Madrid, dirigés par Indalecio Cisneros, enregistrés dans les années 1950, distribués par NOVOSON